# بيلة سكرية كلوية
البول السكري الكلوي " Renal glycosuria " ، هي حالة نادرة حيث يُفْرَز سكر الجلوكوز البسيط في البول على الرغم من مستويات السكر طبيعية أو منخفضة في الدم . مع وظيفة عادية للكلية ، وطبيعيا ان يفرز الجلوكوز في البول فقط عندما تكون هناك بشكل غير طبيعي مستويات مرتفعة من الجلوكوز في الدم . ومع ذلك ، في تلك الحالة و ارتفاع الجلوكوز بشكل غير طبيعي في البول بسبب اختلال الأنابيب الكلوية ، والتي هي المكونات الأساسية للنيفرون ، و وحدات تنقية الكلى .

## التشخيص
عادة يمكن تشخيص الحالة عند اختبار البول الروتيني ( تحليل البول ) بالكشف عن الجلوكوز في البول ، بينما يشير فحص الدم أن مستوى السكر في الدم طبيعية .

## الأعراض
في معظم الأفراد المصابين تمر الحالة دون أعراض واضحة أو تأثيرات خطرة . عند حدوث البول السكرى الكلوى كعرض واحد مع وظائف الكلى الطبيعية خلاف ذلك ، يعتقد أنها حالة موروثة متنحية .

## وراثية المرض
ويرتبط ذلك مع SLC5A2 ، ترميز الصوديوم الجلوكوز cotransporter 2 .

## مرادفات المرض
البول السكرى الكلوى الحميد
البول السكرى الكلوى العائلي
البول السكرى الكلوى لغير مصابي السكر
البول السكرى الكلوى الأولى
السكري الكلوي
انخفاض عتبة الكلى